# Lago Binnenmüritz
El lago Binnenmüritz (en alemán: Binnenmüritz) es un lago situado en el distrito de Llanura Lacustre Mecklemburguesa, en el estado de Mecklemburgo-Pomerania Occidental (Alemania), a una altitud de 62.4 metros; tiene un área de 18.4 hectáreas.
Se encuentra dentro de los límites del Parque nacional Müritz.